# Clairemont (San Diego)
Clairemont es un barrio localizado en la ciudad de San Diego, California, Estados Unidos.
La comunidad también incluye a otros barrios, North Clairemont, Clairemont Mesa East y Clairemont Mesa West. Clairemont limita en el norte con la Ruta Estatal 52, Interestatal 805 en el oeste, Interestatal 5 en el oeste, y en el sur con el barrio Linda Vista.
El barrio fue desarrollado primero durante el auge de los edificios de posguerra en los años 1950.
Algunas veces la comunidad es confundida con la ciudad no incorporada de Claremont en el este del condado de Los Ángeles.

## Etimología
Los desarrolladores Lou Burgener y Carlos Tavares llamaron a su comunidad Clairemont por el apellido de la esposa de Tavarese, Marjorie Claire.

## Historia
En 1950, Carlos Tavares y Lou Burgener desarrollaron lo que se convertiría en la división posguerra más grande de San Diego. Originalmente era llamada, "La Villa dentro de una ciudad", los residentes empezaron a poblar Clairemont en mayo de 1951.
El diseño de Clairemont representó un nuevo concepto en la forma de vida de la comunidad porque no incorporó el sistema tradicional de distribución de cuadras uniformes y calles. En cambio, las calles anchas con vistas panorámicas tuvieron ventaja al estar junto a cañones y acantilados y las vistas con Mission Beach. Las primeras viviendas, construidas por Burgener and Tavares Construction Company, se adaptaron mucho a los planes del nuevo concepto.

## Residentes famosos
- Kendra Wilkinson, modelo